# Minsheng Bank Building
Minsheng Bank Building (también conocido como Wuhan International Securities Building) es un rascacielos situado en Wuhan, China. El edificio, de 331 metros de altura, fue completado en 2008 y contiene 68 plantas. En abril del 2006, el edificio llegó a su altura máxima, convirtiéndose en el 18.º rascacielos más alto del mundo. El edificio mide 331 m hasta su aguja. Sin embargo, la altura de su azotea es de 290 m. La planta más alta se sitúa a 237 m sobre rasante.

## Referencias

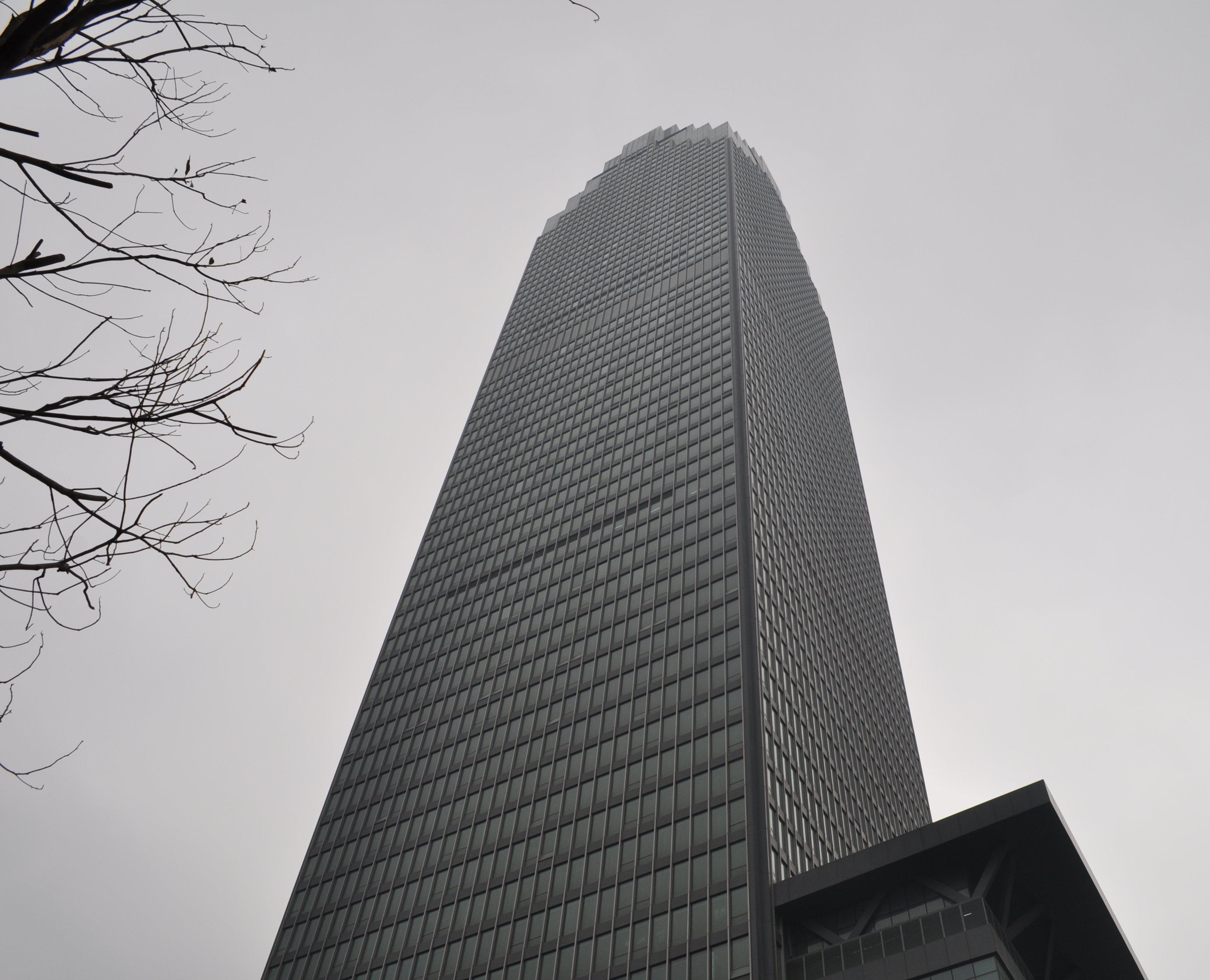